# Хилерова жабоглава костенурка
Хилеровите жабоглави костенурки (Phrynops hilarii) са вид средноголеми влечуги от семейство Змиеврати костенурки (Chelidae).
Разпространени са край сладководни водоеми в южната част на Бразилия и съседните области на Уругвай и Аржентина. Достигат до 40 сантиметра дължина на черупката и маса 5 килограма, като черупката им е тъмнокафява, маслинена или сива, с жълт ръб. Хранят се с главно с членестоноги, но също и с други дребни животни.